# فرانك دارلينغ
فرانك دارلينغ هو مهندس معماري كندي، ولد في 17 فبراير 1850 في سكاربورو، تورنتو في كندا، وتوفي في 19 مايو 1923 في تورونتو في كندا.